# Bill Leeb
Bill Leeb, född Wilhelm Anton Leeb 21 september 1966 i Wien (Österrike), är en musiker som numera innehar kanadensiskt medborgarskap.
Han blev, under pseudonymen Wilhelm Schroeder, medlem i industrialbandet Skinny Puppy 1982, tog hand om ett fåtal basslingor och spelade keyboards på de tidiga Skinny Puppy skivorna Bites, Remission och singeln "Stairs and Flowers". Leeb lämnade Skinny Puppy 1985 och tog sig an ett eget industrialprojekt, Front Line Assembly, tillsammans med Michael Balch och senare även Rhys Fulber.  Från 1984 och senare är han känd under artistnamnet Bill Leeb. Leeb bor i Vancouver, Kanada och är gift med Carryl-Ann Loeppke.

## Projekt
- Delerium
- Cyberaktif
- Synæsthesia
- Noise Unit
- Pro>Tech
- Intermix
- Equinox
- Cryogenic Studios